# 阿博 (新墨西哥州)
阿博（英語：Abo）是位於美國新墨西哥州托蘭斯縣的非建制地區。

## 歷史
阿博的郵局於1910年設立，其後於1914年停運。

## 地理
阿博所處的海拔為高於海平面1873米（即6145英呎），而該地所採用的時區為UTC-7，即北美山地时区（MST）。同時該地設有夏令時間，為UTC-7調快一小時，即UTC-6（MDT）。